# Thera castanea
Thera castanea är en fjärilsart som beskrevs av Barend J. Lempke 1950. Thera castanea ingår i släktet Thera och familjen mätare. Inga underarter finns listade i Catalogue of Life.